# Wuppertaler Sport-Verein 2022-2023
Questa voce raccoglie le informazioni riguardanti il Wuppertaler Sport-Verein nelle competizioni ufficiali della stagione 2022-2023.

## Stagione
Nella stagione 2022-2023 il Wuppertal, allenato da Björn Mehnert, Andy Steinmann e Hüzeyfe Dogan, concluse il campionato di Regionalliga al 2º posto. In Coppa Bassa Renania il Wuppertal fu eliminato ai quarti di finale dal Rot-Weiss Essen.

## Rosa
| N. |                       | Ruolo | Calciatore            |
| -- | --------------------- | ----- | --------------------- |
| 1  | Germania (bandiera)   | P     | Sebastian Patzler     |
| 2  | Germania (bandiera)   | D     | Moritz Montag         |
| 3  | Germania (bandiera)   | D     | Nick Galle            |
| 4  | Germania (bandiera)   | D     | Justus Henke          |
| 5  | Germania (bandiera)   | C     | Marco Stiepermann     |
| 6  | Germania (bandiera)   | D     | Oktay Dal             |
| 7  | Albania (bandiera)    | A     | Valdet Rama           |
| 8  | Germania (bandiera)   | C     | Lukas Demming         |
| 9  | Germania (bandiera)   | A     | Kevin Hagemann        |
| 10 | Portogallo (bandiera) | C     | Kevin Pires-Rodrigues |
| 11 | Germania (bandiera)   | A     | Serhat-Semih Güler    |
| 12 | Germania (bandiera)   | P     | Michele Cordi         |
| 14 | Germania (bandiera)   | D     | Philipp Hanke         |
| 18 | Germania (bandiera)   | A     | Roman Prokoph         |

| N. |                     | Ruolo | Calciatore        |
| -- | ------------------- | ----- | ----------------- |
| 19 | Germania (bandiera) | C     | Giulio Multari    |
| 20 | Germania (bandiera) | C     | Tobias Peitz      |
| 21 | Germania (bandiera) | D     | Noah Salau        |
| 22 | Germania (bandiera) | D     | Durim Berisha     |
| 23 | Germania (bandiera) | C     | Bastian Müller    |
| 25 | Germania (bandiera) | D     | Lion Schweers     |
| 26 | Germania (bandiera) | P     | Franz Langhoff    |
| 27 | Polonia (bandiera)  | D     | Kevin Pytlik      |
| 28 | Germania (bandiera) | A     | Lewin D'Hone      |
| 29 | Germania (bandiera) | A     | Jef Tchouangue    |
| 30 | Germania (bandiera) | D     | Jeron Al-Hazaimeh |
| 36 | Germania (bandiera) | D     | Blend Janko       |
| 39 | Giamaica (bandiera) | D     | Justin Francis    |
| 48 | Germania (bandiera) | A     | Marco Königs      |

## Organigramma societario
Area tecnica
- Allenatore: Hüzeyfe Dogan
- Allenatore in seconda: Samir El Hajjaj, Andy Steinmann
- Preparatore dei portieri: Maurice Gillen
- Preparatori atletici:
- Analisi video:

## Calciomercato

### Sessione estiva
| Acquisti | Acquisti           | Acquisti         | Acquisti |
| R.       | Nome               | da               | Modalità |
| -------- | ------------------ | ---------------- | -------- |
| D        | Jeron Al-Hazaimeh  | Meppen           |          |
| A        | Lewin D'Hone       | Sprockhövel      |          |
| D        | Oktay Dal          | LR Ahlen         |          |
| C        | Lukas Demming      | Wiedenbrück      |          |
| A        | Serhat-Semih Güler | Bonner           |          |
| D        | Justus Henke       | Paderborn        |          |
| P        | Franz Langhoff     | F. Düsseldorf II |          |
| C        | Tobias Peitz       | Straelen         |          |
| C        | Marco Stiepermann  | Paderborn        |          |

| Cessioni | Cessioni           | Cessioni          | Cessioni |
| R.       | Nome               | a                 | Modalità |
| -------- | ------------------ | ----------------- | -------- |
| A        | Kingsley Sarpei    | Fortuna Colonia   |          |
| A        | Phillip Aboagye    | Wiedenbrück       |          |
| C        | Isaak Akritidis    | Bocholt           |          |
| C        | Dominik Bilogrević | Paderborn II      |          |
| C        | Niklas Fensky      | Lippstadt 08      |          |
| C        | Semir Šarić        | Kickers Offenbach |          |
| A        | Joelle Tomczak     | Kray              |          |

### Sessione invernale
| Acquisti | Acquisti | Acquisti | Acquisti |
| R.       | Nome     | da       | Modalità |
| -------- | -------- | -------- | -------- |

| Cessioni | Cessioni    | Cessioni        | Cessioni |
| R.       | Nome        | a               | Modalità |
| -------- | ----------- | --------------- | -------- |
| P        | Joel Nickel | ASC 09 Dortmund |          |

## Risultati

### Regionalliga Ovest

#### girone di andata
| Arbitro: | Gottschalk |

|             |           |                      |
| Prokoph 19’ | Marcatori | 51’ Skoda 62’ Özkara |

| Arbitro: | Benkhoff |

|              |           |                                                            |
| Yeşilova 55’ | Marcatori | 9’ D'Hone 25’ Rama 60’ Schweers 70’ (rig.) Pires-Rodrigues |

| Arbitro: | Esch |

|                               |           |                     |
| Amedick 15’ (aut.) Montag 73’ | Marcatori | 11’ Ruzgis 61’ Zahn |

| Arbitro: | Damar |

|                      |           |                        |
| Fakhro 68’ Lorch 90’ | Marcatori | 6’ Hagemann 41’ Montag |

| Wuppertal 19 agosto 2022, ore 19:00 CEST 5ª giornata | Wuppertal | 0 – 0 referto | Alemannia Aquisgrana | Stadion am Zoo (3 232 spett.)\| Arbitro: \| Weller \| |
| Arbitro:                                             | Weller    |               |                      |                                                       |

| Mönchengladbach 27 agosto 2022, ore 14:00 CEST 6ª giornata | Borussia M'gladbach II | 0 – 0 referto | Wuppertal | Grenzlandstadion (550 spett.)\| Arbitro: \| Ernst \| |
| Arbitro:                                                   | Ernst                  |               |           |                                                      |

| Arbitro: | Mrkalj |

|                     |           |             |
| Stiepermann 4’, 89’ | Marcatori | 25’ Cirillo |

| Arbitro: | Kabalakli |

|                            |           |             |
| Schmid 18’ Mittelstädt 48’ | Marcatori | 56’ Prokoph |

| Arbitro: | Exner |

|                                                                       |           |              |
| Schweers 6’ Pires-Rodrigues 27’ (rig.) Güler 56’ Galle 76’ Montag 90’ | Marcatori | 45’ Halbauer |

| Arbitro: | Visse |

|                         |           |          |
| Marčeta 27’ Wiemann 58’ | Marcatori | 5’ Güler |

| Arbitro: | Scheer |

|           |           |                                                    |
| Montag 8’ | Marcatori | 15’ Ivan 18’ van der Sloot 62’ Kyerewaa 86’ Kozuki |

| Arbitro: | Bramkamp |

|                 |           |                       |
| Alajbegović 85’ | Marcatori | 6’ Peitz 67’ Hagemann |

| Arbitro: | Jäger |

|              |           |  |
| Hagemann 27’ | Marcatori |  |

| Arbitro: | Damar |

|  |           |                     |
|  | Marcatori | 4’ Müller 44’ Güler |

| Arbitro: | Severins |

|                                  |           |          |
| Hagemann 16’, 83’ Güler 21’, 54’ | Marcatori | 31’ Bird |

| Arbitro: | Weller |

|  |           |                 |
|  | Marcatori | 50’ Stiepermann |

| Arbitro: | Exuzidis |

|                       |           |  |
| Güler 53’ Demming 81’ | Marcatori |  |

#### Girone di ritorno
| Arbitro: | Weßels |

|                   |           |                          |
| Marzullo 45’, 72’ | Marcatori | 74’ Prokoph 79’ Schweers |

| Arbitro: | Ulankiewicz |

|                                            |           |                                 |
| Güler 6’, 72’ Stiepermann 24’ Hagemann 54’ | Marcatori | 51’ (rig.) Meier 69’ Jakubowski |

| Arbitro: | Mynarek |

|          |           |              |
| Zahn 18’ | Marcatori | 45’ Schweers |

| Arbitro: | Benkhoff |

|                                                     |           |          |
| Güler 24’, 64’ (rig.), 73’ Hagemann 35’ (rig.), 45’ | Marcatori | 58’ Wild |

| Arbitro: | Aarts |

|            |           |                                             |
| Uzelac 90’ | Marcatori | 14’, 86’ Güler 34’ Hagemann 50’ Stiepermann |

| Arbitro: | Kabalakli |

|                        |           |                                   |
| Güler 26’ Schweers 77’ | Marcatori | 49’, 85’ Noß 72’ Kurt 73’ Sanches |

| Arbitro: | Kost |

|                      |           |                      |
| Mata 75’ Päffgen 90’ | Marcatori | 11’ D'Hone 30’ Güler |

| Arbitro: | Besong |

|                             |           |                                      |
| Peitz 8’ Prokoph 90’ (rig.) | Marcatori | 43’ (rig.) Schwirten 67’ Mittelstädt |

| Arbitro: | Scheer |

|         |           |                                    |
| Lee 54’ | Marcatori | 13’ Schweers 68’ Hanke 90’ Prokoph |

| Arbitro: | Marx |

|           |           |  |
| Hanke 75’ | Marcatori |  |

| Arbitro: | Koj |

|             |           |  |
| Dadaşov 37’ | Marcatori |  |

| Arbitro: | Esch |

|                                             |           |           |
| Hagemann 9’ Güler 14’ Henke 75’ Prokoph 90’ | Marcatori | 49’ Wirtz |

| Arbitro: | Goldmann |

|                             |           |                        |
| Heinz 52’ (rig.) Kreyer 90’ | Marcatori | 10’ Schweers 63’ Güler |

| Arbitro: | Schuh |

|                                        |           |            |
| Stiepermann 74’ Schweers 86’ Güler 89’ | Marcatori | 58’ Geimer |

| Arbitro: | Benkhoff |

|                           |           |                                    |
| Hirschberger 22’ Bird 80’ | Marcatori | 13’ Güler 30’ Prokoph 55’ Hagemann |

| Arbitro: | Gottschalk |

|                                     |           |                                      |
| Güler 3’, 9’ Galle 14’ Hagemann 59’ | Marcatori | 48’ Bouchama 64’, 80’ (rig.) Wegkamp |

| Arbitro: | Goldmann |

|                             |           |                                          |
| Scholz 67’ Galle 84’ (aut.) | Marcatori | 21’, 51’ Güler 23’ Peitz 47’ Stiepermann |

### Coppa Bassa Renania
| Arbitro: | Thomsen |

|  |           |                     |
|  | Marcatori | 16’ (rig.) Bastians |

## Statistiche

### Statistiche di squadra
| Competizione        | Punti | In casa | In casa | In casa | In casa | In casa | In casa | In trasferta | In trasferta | In trasferta | In trasferta | In trasferta | In trasferta | Totale | Totale | Totale | Totale | Totale | Totale | DR  |
| Competizione        | Punti | G       | V       | N       | P       | Gf      | Gs      | G            | V            | N            | P            | Gf           | Gs           | G      | V      | N      | P      | Gf     | Gs     | DR  |
| ------------------- | ----- | ------- | ------- | ------- | ------- | ------- | ------- | ------------ | ------------ | ------------ | ------------ | ------------ | ------------ | ------ | ------ | ------ | ------ | ------ | ------ | --- |
| Regionalliga        | 66    | 17      | 11      | 3       | 3       | 43      | 25      | 17           | 8            | 6            | 3            | 34           | 22           | 34     | 19     | 9      | 6      | 77     | 47     | +30 |
| Coppa Bassa Renania | -     | 1       | 0       | 0       | 1       | 0       | 1       | 0            | 0            | 0            | 0            | 0            | 0            | 1      | 0      | 0      | 1      | 0      | 1      | -1  |
| Totale              | 66    | 18      | 11      | 3       | 4       | 43      | 26      | 17           | 8            | 6            | 3            | 34           | 22           | 35     | 19     | 9      | 7      | 77     | 48     | +29 |

### Andamento in campionato
| Giornata  | 1  | 2 | 3 | 4  | 5  | 6  | 7 | 8  | 9 | 10 | 11 | 12 | 13 | 14 | 15 | 16 | 17 | 18 | 19 | 20 | 21 | 22 | 23 | 24 | 25 | 26 | 27 | 28 | 29 | 30 | 31 | 32 | 33 | 34 |
| --------- | -- | - | - | -- | -- | -- | - | -- | - | -- | -- | -- | -- | -- | -- | -- | -- | -- | -- | -- | -- | -- | -- | -- | -- | -- | -- | -- | -- | -- | -- | -- | -- | -- |
| Luogo     | C  | T | C | T  | C  | T  | C | T  | C | T  | C  | T  | C  | T  | C  | T  | C  | T  | C  | T  | C  | T  | C  | T  | C  | T  | C  | T  | C  | T  | C  | T  | C  | T  |
| Risultato | P  | V | N | N  | N  | N  | V | P  | V | P  | P  | V  | V  | V  | V  | V  | V  | N  | V  | N  | V  | V  | P  | N  | N  | V  | V  | P  | V  | N  | V  | V  | V  | V  |
| Posizione | 10 | 9 | 9 | 10 | 11 | 10 | 8 | 12 | 7 | 12 | 13 | 10 | 9  | 6  | 5  | 3  | 2  | 3  | 2  | 3  | 2  | 2  | 2  | 3  | 3  | 3  | 3  | 3  | 3  | 3  | 3  | 3  | 3  | 2  |

Legenda:

Luogo: C = Casa; T = Trasferta. Risultato: V = Vittoria; N = Pareggio; P = Sconfitta.

### Statistiche dei giocatori
| Giocatore          | Niederrheinpokal | Niederrheinpokal | Niederrheinpokal | Niederrheinpokal | Regionalliga | Regionalliga | Regionalliga | Regionalliga | Totale   | Totale | Totale      | Totale     |
| Giocatore          | Presenze         | Reti             | Ammonizioni      | Espulsioni       | Presenze     | Reti         | Ammonizioni  | Espulsioni   | Presenze | Reti   | Ammonizioni | Espulsioni |
| ------------------ | ---------------- | ---------------- | ---------------- | ---------------- | ------------ | ------------ | ------------ | ------------ | -------- | ------ | ----------- | ---------- |
| J. Al-Hazaimeh     | 0                | 0                | 0                | 0                | 9            | 0            | 1            | 0            | 9        | 0      | 1           | 0          |
| D. Berisha         | 1                | 0                | 0                | 0                | 17           | 0            | 6            | 0            | 18       | 0      | 6           | 0          |
| M. Cordi           | 0                | 0                | 0                | 0                | 0            | 0            | 0            | 0            | 0        | 0      | 0           | 0          |
| L. D'Hone          | 0                | 0                | 0                | 0                | 25           | 2            | 1            | 0            | 25       | 2      | 1           | 0          |
| O. Dal             | 0                | 0                | 0                | 0                | 11           | 0            | 0            | 0            | 11       | 0      | 0           | 0          |
| L. Demming         | 1                | 0                | 0                | 0                | 21           | 1            | 3            | 0            | 22       | 1      | 3           | 0          |
| J. Francis         | 0                | 0                | 0                | 0                | 0            | 0            | 0            | 0            | 0        | 0      | 0           | 0          |
| N. Galle           | 0                | 0                | 0                | 0                | 18           | 2            | 0            | 0            | 18       | 2      | 0           | 0          |
| S. Güler           | 1                | 0                | 0                | 0                | 29           | 23           | 4            | 0            | 30       | 23     | 4           | 0          |
| K. Hagemann        | 1                | 0                | 1                | 0                | 32           | 12           | 5            | 0            | 33       | 12     | 6           | 0          |
| P. Hanke           | 1                | 0                | 0                | 0                | 28           | 2            | 3            | 0            | 29       | 2      | 3           | 0          |
| J. Henke           | 0                | 0                | 0                | 0                | 17           | 1            | 1            | 1            | 17       | 1      | 1           | 1          |
| B. Janko           | 0                | 0                | 0                | 0                | 1            | 0            | 0            | 0            | 1        | 0      | 0           | 0          |
| M. Königs          | 1                | 0                | 0                | 1                | 17           | 0            | 2            | 0            | 18       | 0      | 2           | 1          |
| F. Langhoff        | 0                | 0                | 0                | 0                | 14           | 0            | 3            | 0            | 14       | 0      | 3           | 0          |
| M. Montag          | 1                | 0                | 0                | 0                | 29           | 4            | 6            | 0            | 30       | 4      | 6           | 0          |
| G. Multari         | 0                | 0                | 0                | 0                | 7            | 0            | 0            | 0            | 7        | 0      | 0           | 0          |
| B. Müller          | 1                | 0                | 1                | 0                | 26           | 1            | 10           | 0            | 27       | 1      | 11          | 0          |
| S. Patzler         | 1                | 0                | 0                | 0                | 20           | 0            | 0            | 0            | 21       | 0      | 0           | 0          |
| T. Peitz           | 1                | 0                | 1                | 0                | 28           | 3            | 4            | 0            | 29       | 3      | 5           | 0          |
| K. Pires-Rodrigues | 0                | 0                | 0                | 0                | 24           | 2            | 3            | 0            | 24       | 2      | 3           | 0          |
| R. Prokoph         | 0                | 0                | 0                | 0                | 27           | 7            | 1            | 0            | 27       | 7      | 1           | 0          |
| K. Pytlik          | 0                | 0                | 0                | 0                | 19           | 0            | 4            | 1            | 19       | 0      | 4           | 1          |
| V. Rama            | 0                | 0                | 0                | 0                | 15           | 1            | 1            | 0            | 15       | 1      | 1           | 0          |
| N. Salau           | 1                | 0                | 0                | 0                | 14           | 0            | 1            | 1            | 15       | 0      | 1           | 1          |
| K. Sarpei          | 0                | 0                | 0                | 0                | 3            | 0            | 1            | 0            | 3        | 0      | 1           | 0          |
| L. Schweers        | 1                | 0                | 0                | 0                | 30           | 8            | 6            | 0            | 31       | 8      | 6           | 0          |
| M. Stiepermann     | 1                | 0                | 0                | 0                | 28           | 7            | 7            | 0            | 29       | 7      | 7           | 0          |
| J. Tchouangue      | 0                | 0                | 0                | 0                | 0            | 0            | 0            | 0            | 0        | 0      | 0           | 0          |